# Vímana (arquitectura)

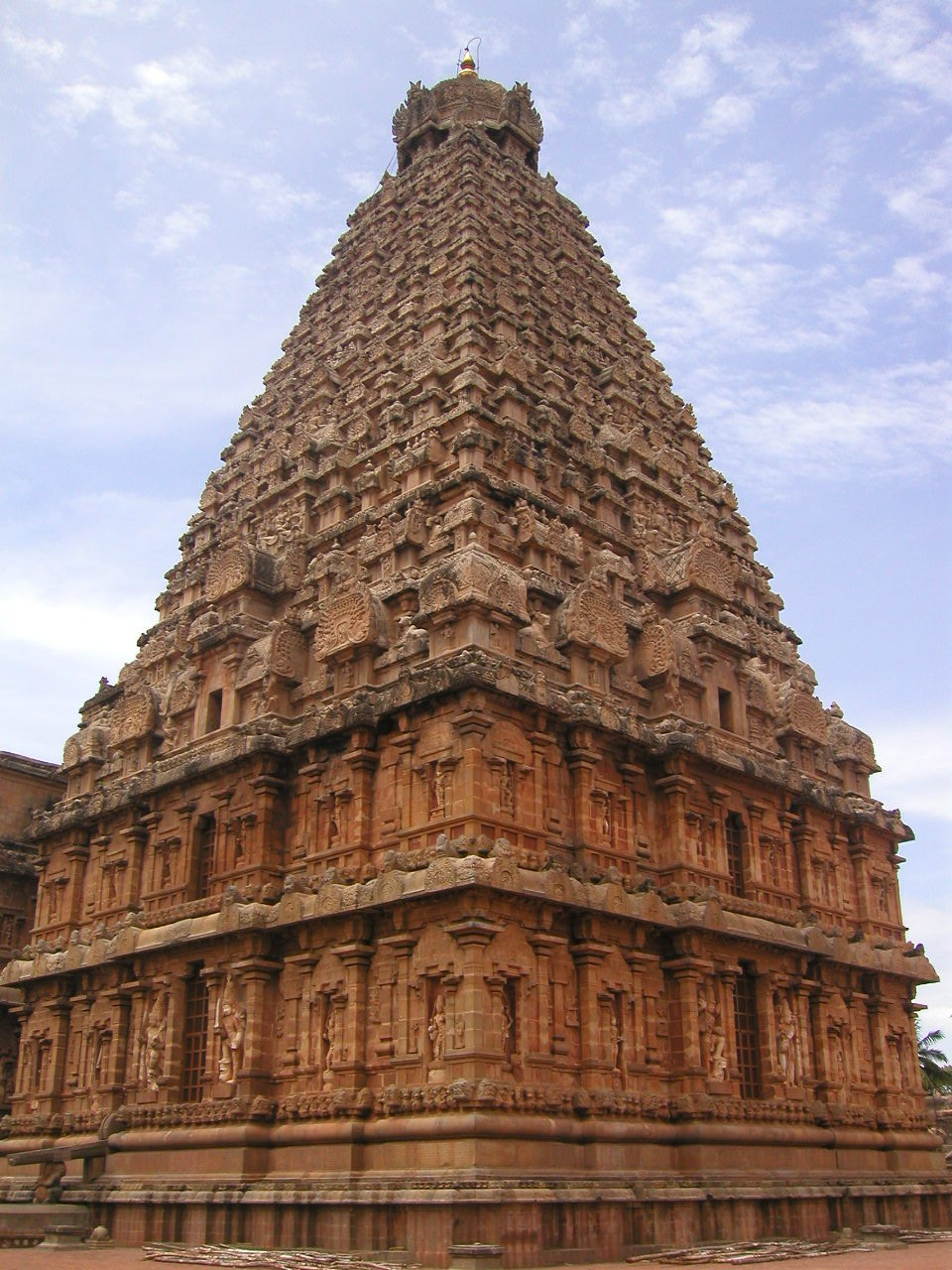
Vimana del Templo de Brihadesvara en Tanjore,Tamil Nadu.

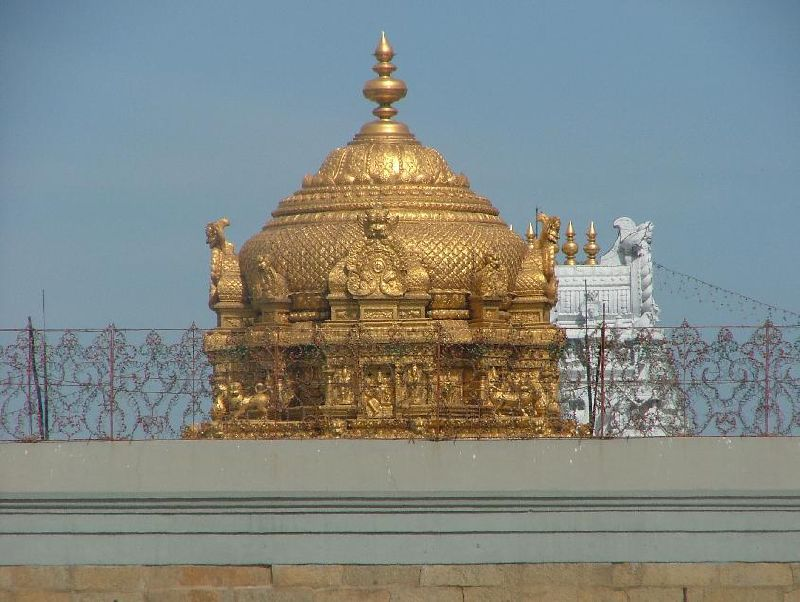
Shikhara del vimana en oro del Templo de Venkateswara en Tirumala, Andhra Pradesh.

Un vimāna o vimanam es un edificio con forma de torre troncopiramidal que resguarda el gharbhagṛha o sancta sanctorum de los templos hindúes drávidas. Su apariencia es un desarrollo desplegado de los śikhara de la India septentrional, los cuales habrían servido de ejemplo para las formas del sur. Por lo general los vimāna se encuentran dentro de grandes recintos amurallados que poseen unas significativas puertas-torre (gōpuram). Éstas también se desarrollan de forma parecida al vimāna y llegan incluso a superarlo en altura, cobrando más relevancia desde el exterior del recinto que el propio lugar sagrado del vimāna. Los gōpuram también son conocidos como dvaram, y son los que señalan los límites del espacio sagrado en las cuatro direcciones del espacio.
Por extensión se suele llamar vimāna a los palacios imperiales indios que tienen carácter sagrado.

## Etimología
En sánscrito las palabras vi mana denotan la ciencia de las mediciones y en gran medida se puede traducir como ‘agrimensura’. Un terreno declarado vi mana es un «lugar del cual se han tomado las medidas». En ese sentido tal ciencia es también una ciencia de las proporciones, y ha pasado a indicar en especial las áreas medidas y separadas (sacralizadas) con fines místicos.
Siempre por metonimia es entonces que vimāna o vimānam ha pasado a ser la denominación de los típicos mandir, los templos hinduistas de la India meridional.
Aunque la etimología sánscrita de vimāna en cuanto a «lugar en que se han tomado las medidas» es la más probable, esto no quita que tal palabra se haya aplicado inicialmente a los míticos vimana, tenidos como palacios móviles e incluso carros de guerra de los dioses del panteón hinduista, y que recién luego se haya utilizado la palabra para designar a los templos.

## Galería de imágenes

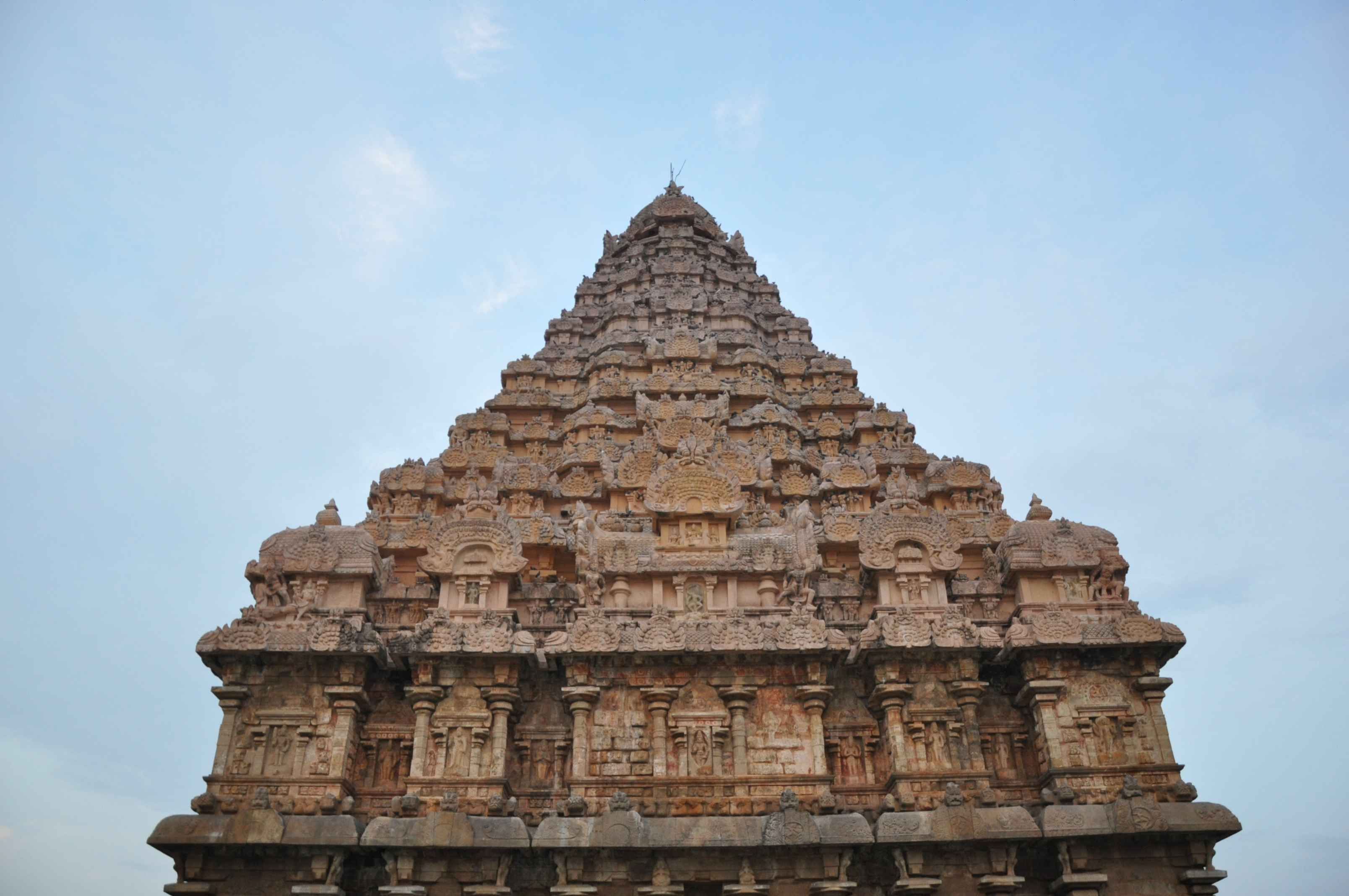
Vimana del templo de Gangaikondacholapuram
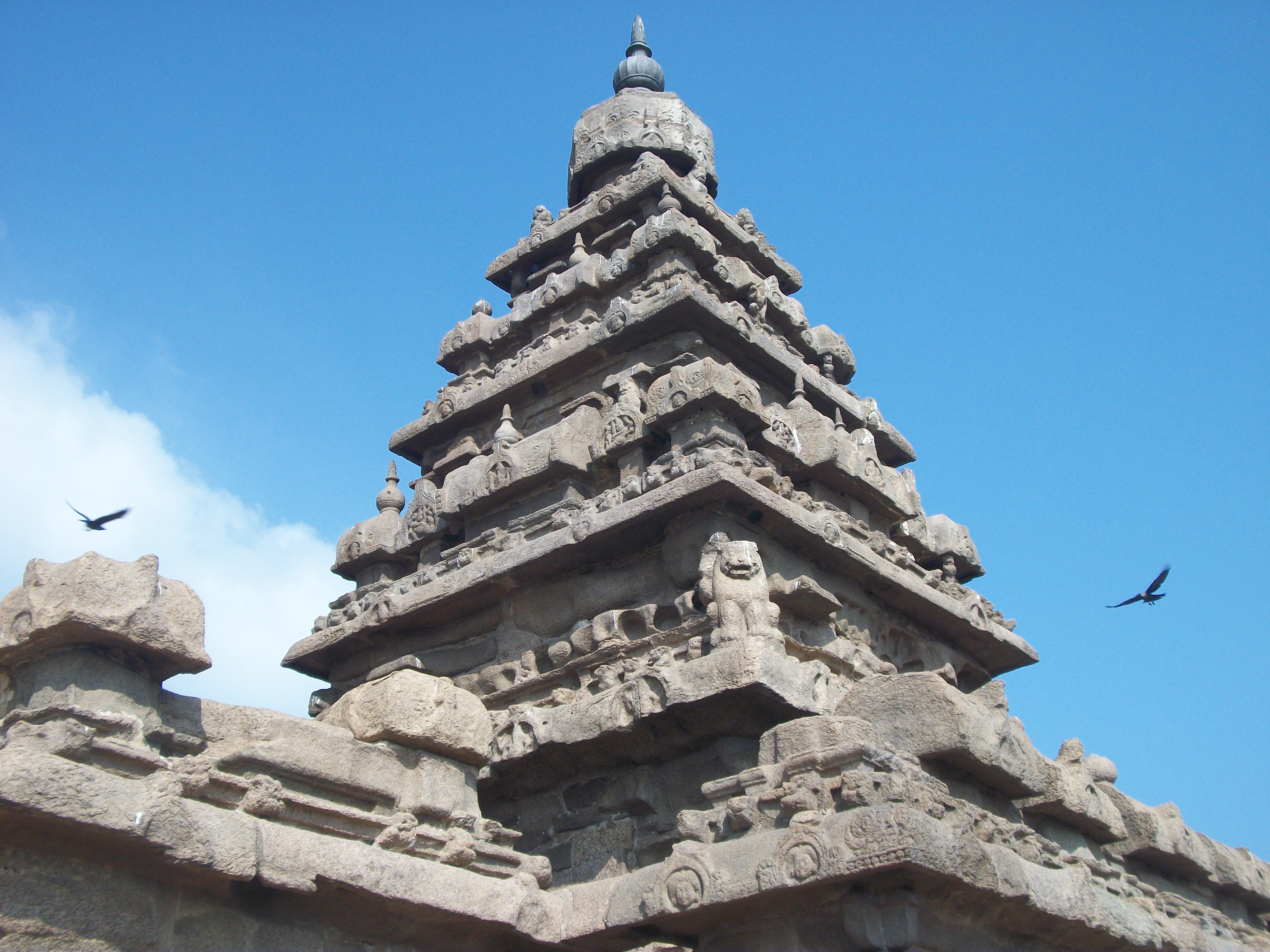
Vimana del Templo de la Orilla de Mahabalipuram
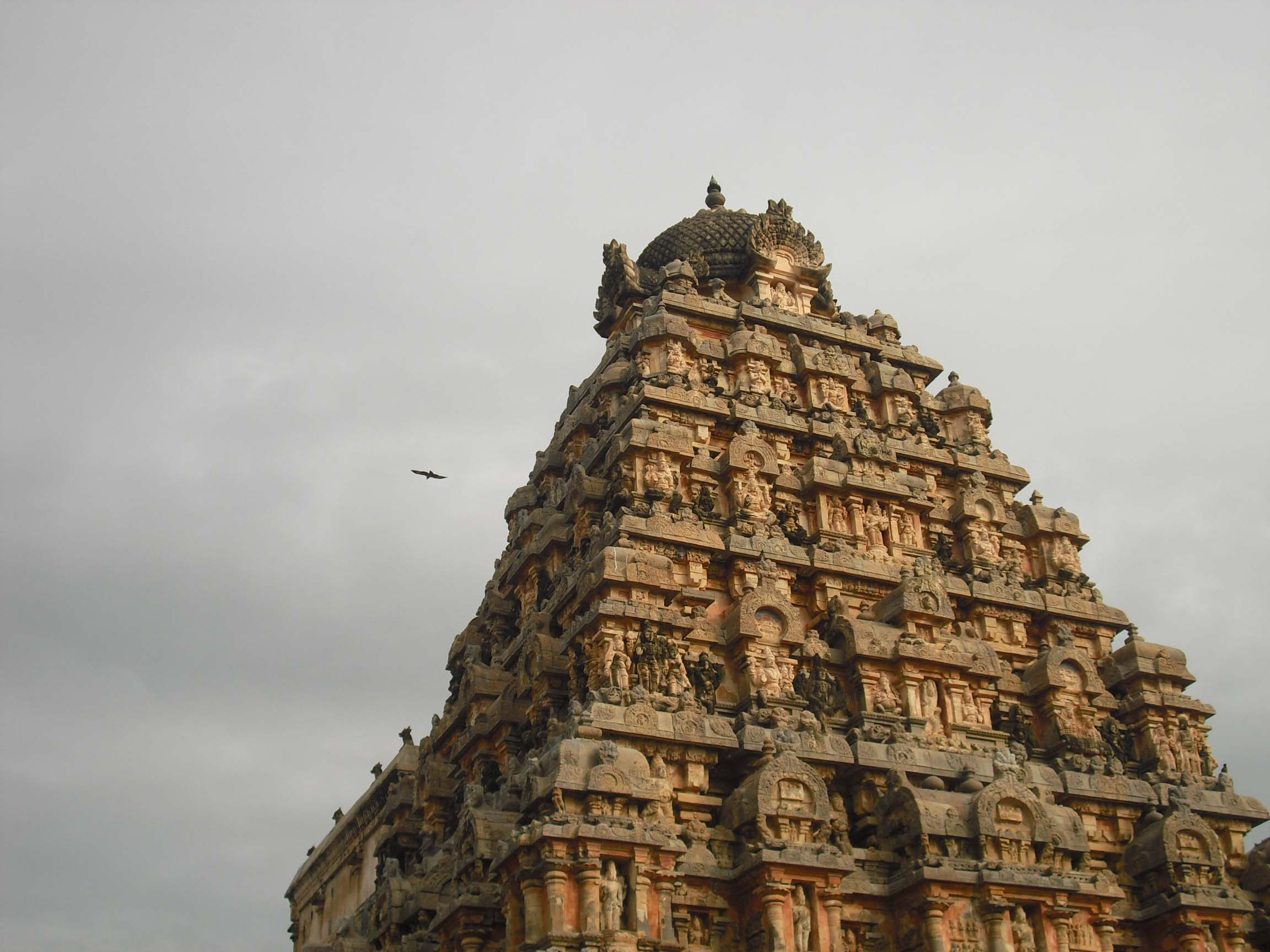
Vimana del templo de Airavatesvara en Darasuram
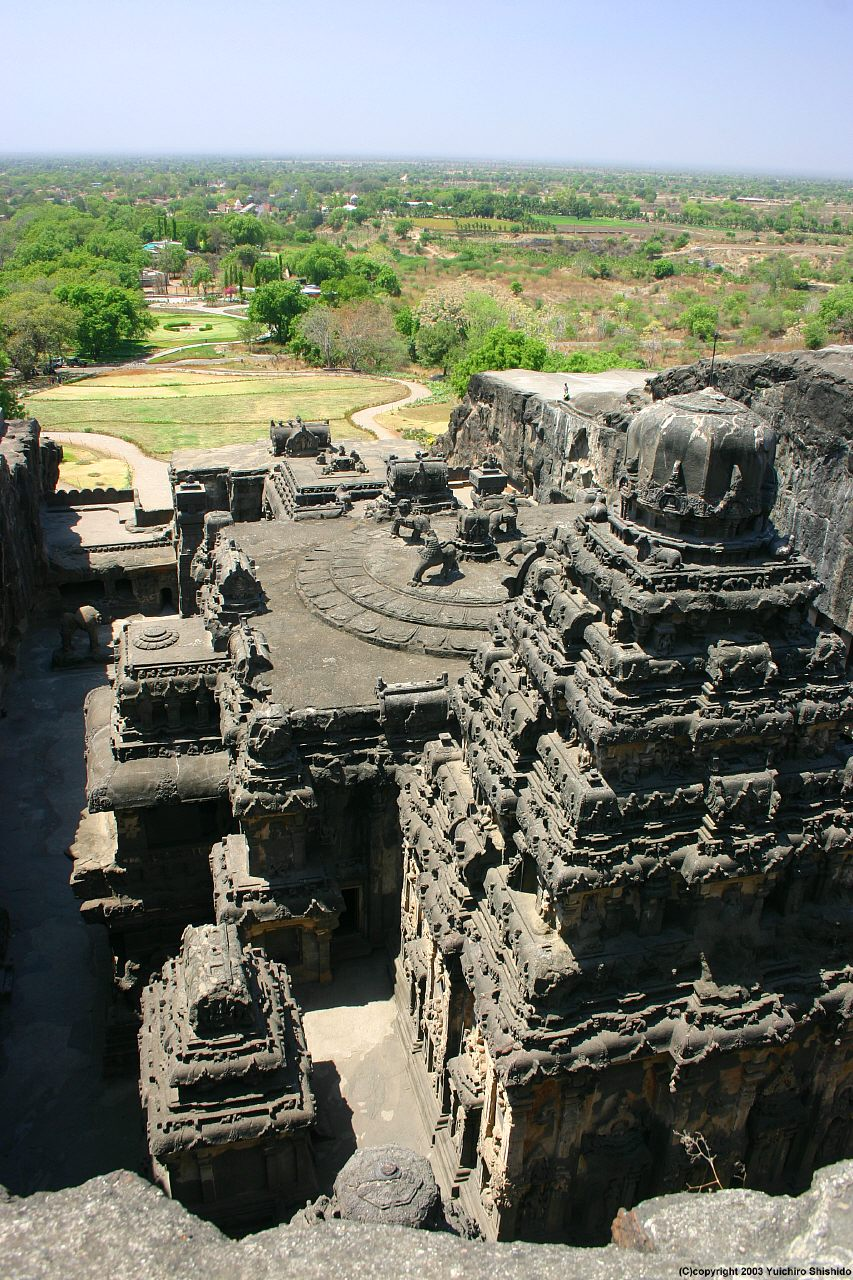
Vimana del templo de Kailāsanātha

- Datos: Q3559335
- Multimedia: Vimanas (architecture) / Q3559335